# Plesiomma ferrugineum
Plesiomma ferrugineum är en tvåvingeart som först beskrevs av Macquart 1838.  Plesiomma ferrugineum ingår i släktet Plesiomma och familjen rovflugor. Inga underarter finns listade i Catalogue of Life.